# Tormenta tropical Emily (2011)
La tormenta tropical Emily fue un ciclón tropical que afectó las Antillas y aguas del sector noreste del mar Caribe, el quinto de la temporada de huracanes de 2011. Emily se desarrolló a partir de una fuerte onda tropical que se desplazó hacia el Oeste desde África, sobre el océano Atlántico, durante varios días a fines de julio. La onda se mantuvo desorganizada y sin rastros de circulación cerrada. Para el 31 de julio, se había acercado a las islas de Barlovento, alcanzando una mejor organización y produciendo tiempo inestable. Hacia la noche del 1 de agosto, la tormenta desarrolló un centro de circulación bien definido apenas se desplazó hacia el mar Caribe. Antes de tocar tierra en La Española el 4 de agosto, se debilitó en una baja remanente, para regenerarse en una depresión tropical el 6 de agosto ya sobre las Bahamas y disiparse al día siguiente.

## Historia meteorológica

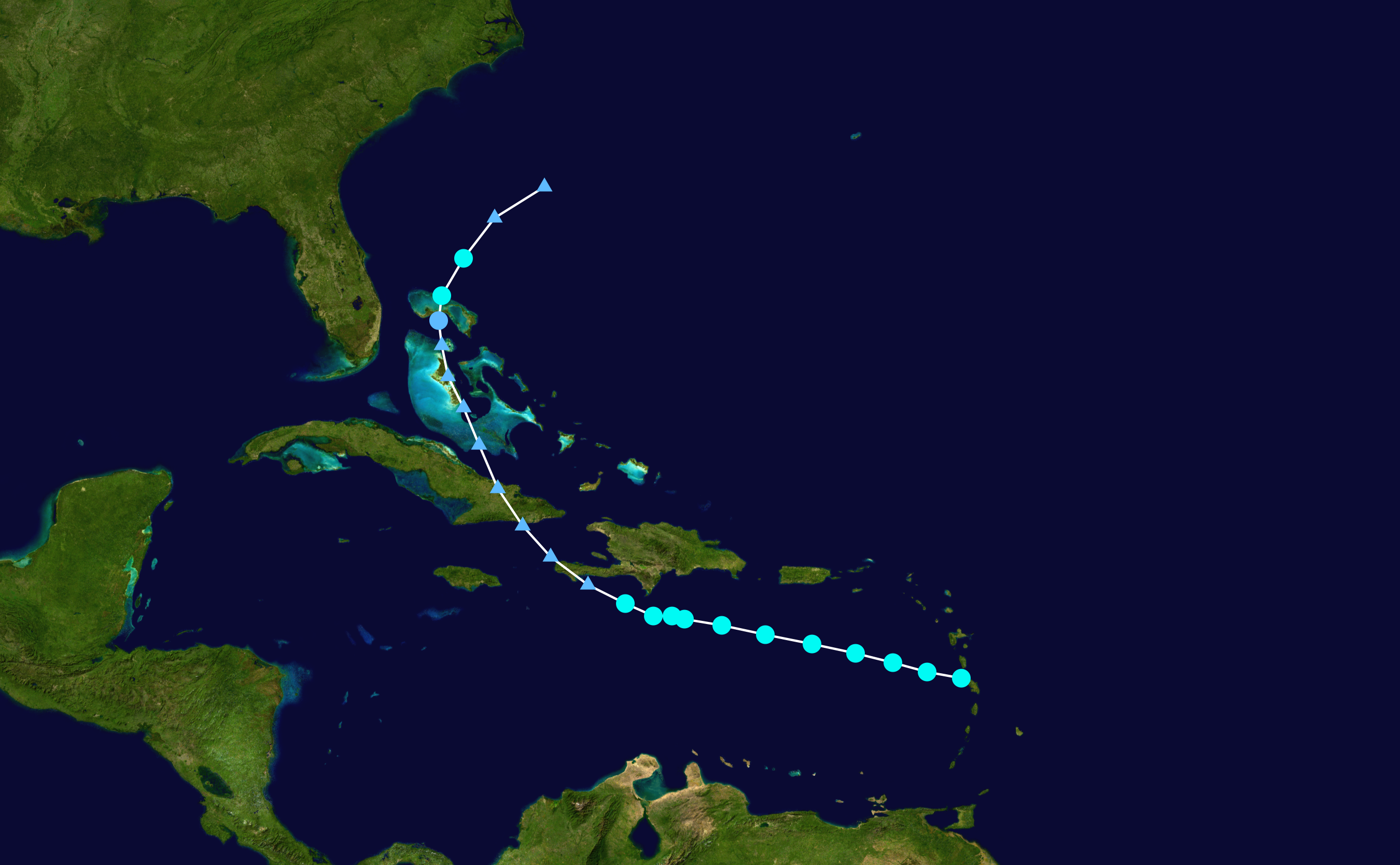
Trayectoria de Emily.

La ciclogénesis de Emily fue complicada y se extendió durante varios días desde fines de julio a principios de agosto. Una onda tropical —una vaguada enlongada con desplazamiento hacia el Oeste— salió del occidente africano hacia fines de julio, asociada a la vaguada monzónica. Con una orientación Norte-Sur, la onda atravesó el océano Atlántico mientras producía muy pocas precipitaciones. El 28 de julio, un centro de baja presión se desarrolló al Sur de la perturbación y con el correr de las horas comenzaron a desarrollarse algunos cúmulos de convección moderada alrededor del eje de la onda. Las condiciones atmosféricas favorecían el desarrollo del sistema a ciclón tropical y pronto se formó una circulación anticiclónica sobre el mismo, creando un ambiente sustentador en los niveles altos de la atmósfera. El sistema continuó definiéndose durante los próximos días, manteniendo la presión inusualmente baja y chubascos y tormentas concentradas. Con una trayectoria hacia el oesnoroeste, el sistema se convirtió en una amenaza para las islas vecinas, ya que varios modelos meteorológicos proyectaban un desplazamiento directamente sobre el Caribe nororiental.
En la mañana del 31 de julio, la gran área de baja presión ganó organización notoriamente y el Centro Nacional de Huracanes de Estados Unidos anunció que el sistema estaba cerca de convertirse en una depresión tropical. Algunas horas más tarde, el área de baja presión comenzó a elongarse y su extremo más occidental se desprendió súbitamente para formar una perturbación separada. Ésta produjo gran cantidad de convección, con bandas lluviosas que pronto afectaron, aunque brevemente, las Antillas Menores. Mientras tanto, un vuelo de los Cazadores de huracanes había estado investigando el área, con algunas dificultades en la transmisión de datos. A pesar de ello, análisis de superficie y datos de boyas meteorológicas hechos posteriormente indicaban que la perturbación carecía de circulación cerrada. De esta forma, el sistema aún no reunía las características que permitirían clasificarlo como un ciclón tropical.
Poco cambio se pudo observar a medida que la vigorosa onda tropical se acercaba a las islas de Barlovento y aunque los vientos en superficie se acercaban a la intensidad de tormenta tropical, la estructura del sistema permanecía incambiada. Finalmente, un nuevo vuelo meteorológico encontró un centro de circulación bien definido cerca de una masa de convección profunda cuando se el sistema se encontraba al Sur de Dominica, el 1 de agosto. En consecuencia, el CNH señaló la formación del quinto ciclón tropical de la temporada, mientras éste aceleraba su trayectoria hacia el Oeste empujado por un centro de alta presión ubicado en los niveles medios de la atmósfera.
Previéndose un entorno relativamente seco a lo largo de su desplazamiento, se esperaba que Emily tuviera un desarrollo gradual a su paso por las Antillas Mayores. Durante el 2 de agosto, el ciclón apenas fluctuó en intensidad y organización y hubo pocos indicios de disposición nubosa en bandas, aunque el aspecto de la tormenta mejoraba en las imágenes satelitales. Sin embargo, un recnocimiento aéreo la encontró aún pobremente organizada y algunos modelos meteorológicos preveían su disipación incluso antes de tocar tierra en La Española.
 Durante el resto de su recorrido por el sector oriental del mar Caribe, el centro de baja presión de la tormenta quedó expuesto, con un desplazamiento de la actividad convectiva, debido a una cizalladura vertical moderada en altura.
El 4 de agosto, un breve aumento en la organización de la disposición nubosa y convectiva cerca del centro se hizo evidente al expandirse el outflow superior sobre el ciclón. Para entonces, Emily llegaba a la costa sur de República Dominicana, dejando intensas precipitaciones en la zona. Debido al terreno elevado adyacente, la circulación de la tormenta se vio progresivamente perturbada y el ciclón degeneró en una vaguada abierta hacia la noche de ese mismo día. La baja remanente continuó al Noroeste hacia las islas Bahamas, donde el CNH evaluó una probabilidad alta de redesarrollo sobre la base de la disminución de intensidad de los vientos en altura. Durante los dos días siguientes, Emily se movió sobre las Bahamas y luego hacia la costa este de Florida, donde gradualmente se intensificó y se convirtió nuevamente en una depresión tropical el 6 de agosto. Al día siguiente, la tormenta se disipaba a unos 475 km al Sureste del cabo Hatteras, en Carolina del Norte, Estados Unidos.

## Preparativos

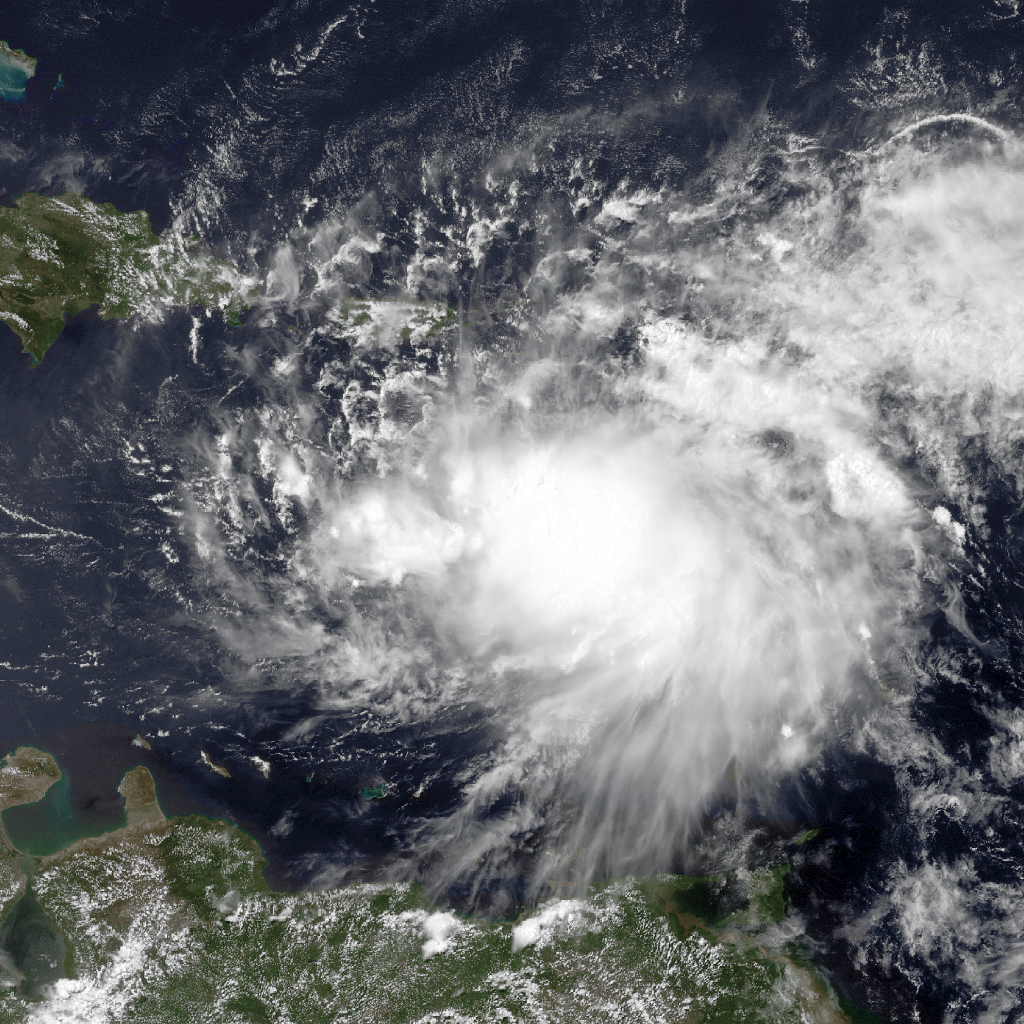
Emily alejándose de las islas de Barlovento.

Con la perspectiva de un desarrollo ciclónico, Météo-France declaró una alerta amarilla para Guadalupe y Martinica, advirtiendo sobre condiciones de borrasca inminentes. Las autoridades en Puerto Rico ordenaron la preparación de 400 albergues y aseguraron reservas de agua para toda la isla. Además, se dio franco a los trabajadores gubernamentales y los tribunales optaron por permanecer cerrados durante el 2 de agosto. La Guardia Costera de Estados Unidos emitió un comunicado urgiendo a los habitantes de Puerto Rico y las Islas Vírgenes Estadounidenses a evitar las actividades acuáticas recreativas hasta pasada la amenaza de Emily. La aerolínea JetBlue Airways reintegró los billetes hacia la República Dominicana debido a las inclemencias del tiempo causadas por Emily. Cuatro cruceros, el MS Oasis of the Seas, el Freedom of the Seas, el Carnival Dream y el Carnival Liberty, alteraron sus cursos a través del mar Caribe para evitar el impacto de la tormenta.
En Haití, donde a la fecha del ciclón unas 630 000 personas permanecen en carpas luego del devastador terremoto de 2010, la falta de estructuras resistentes donde sobrellevar la tormenta provoca temor por las consecuencias que ésta pueda cobrar a su paso por el país. Las autoridades disponen de 22 omnibuses para evacuar a miles que viven en riesgo de inundación, mientras se urge a la población a guardar alimentos y salvaguardar sus pertenencias. Las Naciones Unidas preparan unos 11 500 efectivos en el país para asistir los esfuerzos de recuperación, de ser necesario. La Cruz Roja y la Medialuna Roja, por su parte, prepararon equipos de emergencia para entregar alimentos adicionales, además del que ya entregan a unas 125 000 personas.

## Impacto

### Antillas Menores
Las bandas lluviosas produjeron vientos arrachados y dejaron fuertes precipitaciones en Martinica, ocasionando inundaciones repentinas en calles y hogares por toda la isla. Unos 5 000 residencias perdieron la energía eléctrica en el momento más intenso de la tormenta, aunque los cortes fueron breves y limitados al sector sureste de la isla. Un gran deslizamiento de tierra sucedió en la capital, Fort-de-France, a consecuencia de la saturación del suelo. El deslizamiento forzó a unas 40 familias a evacuar el área. Al menos 29 casas fueron gravemente afectadas por las inundaciones en la ciudad y un hombre falleció electrocutado en su casa inundada. En Guadalupe el daño producido por la tormenta fue menor. En la isla de Basse-Terre las potentes ráfagas desarraigaron árboles y arrojaron escombros en las calles. Una calle fue cerrada al tráfico pero solo brevemente, como medida de precaución. La abundante humedad de Emily provocó torrentes en las Islas Vírgenes, con totales localizados de no más de 25 mm. Los vientos también fueron limitados, con la ráfaga más intensa de 83 km/h registrada en Isla Buck.

### Puerto Rico
Al permanecer casi estacionaria sobre Puerto Rico, Emily provocó condiciones de tormenta tropical prolongadas sobre gran parte de la isla. La red eléctrica se vio dañada por los intensos vientos, y el servicio se vio suspendido para unos 18 500 clientes. Además, unas 6 000 personas quedaron sin suministro de agua potable durante la tormenta. Docenas de habitantes fueron evacuados hacia refugios, en especial los que vivían en zonas de riesgo. Las lluvias torrenciales de 250 mm desbordaron tres ríos, lo que resultó en inundaciones y el consecuente cierre parcial de las autopistas PRI-3 y PRI-31. Los deslizamientos y objetos arrastrados por el viento también afectaron la circulación en múltiples carreteras a lo largo y ancho de la isla. Se clacula que el daño estructural sobrepasó los US$ 5 millones (2011), de acuerdo a estimaciones preliminares. Además, la suspensión de actividades por 48 horas de unos 280 000 empleados —un 30 % de la fuerza laboral local— afectó la economía significativamente, con pérdidas de capital estimadas en US$ 55 millones.
En San Lorenzo, el inminente colapso de un puente aisló a unas 25 familias, mientras que numerosas casas inundadas y calles intransitables se reportaron en Ceiba. El sector agropecuario también sufrió pérdidas por la tormenta: en Yabucoa, las intensas lluvias arruinaron unas 500 hás de plantaciones de bananas.

### La Española

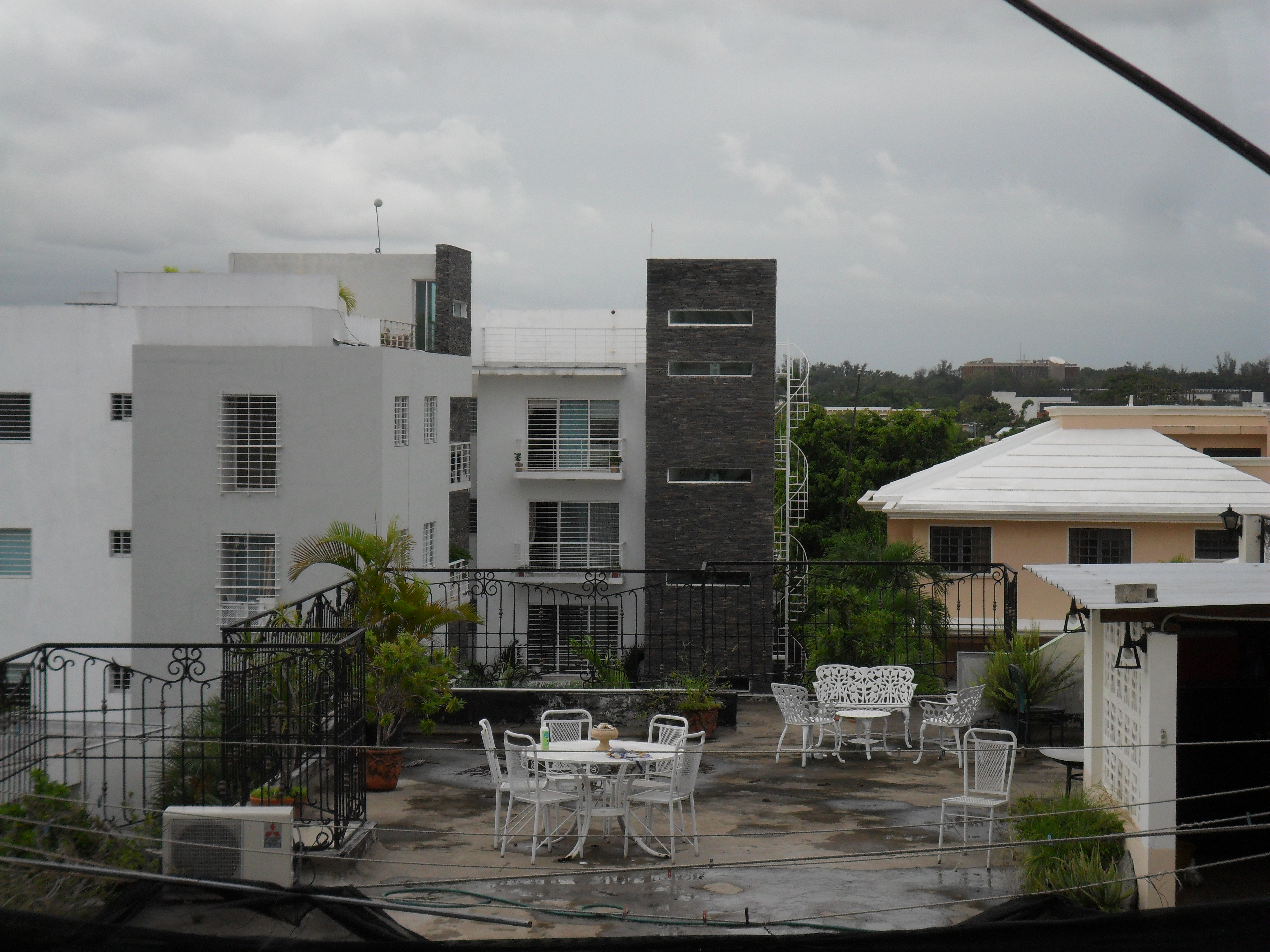
Vista de la ciudad de Santo Domingo por donde se tenía previsto que entrara Emily, momentos antes de que desviara su curso.

Aunque desorganizada, Emily y luego sus remanentes dejaron lluvias en una zona extensa de la República Dominicana, con máximas de 528 mm registrados en Neiba. Unas 56 personas quedaron aisladas por deslizamientos de lodo e inundaciones en las áreas vecinas. La tormenta desplazó a unas 7 534 personas en toda la nación, con 1 549 refugiados en albergues de tormenta. Las persistentes lluvias que duraron varias horas desbordaron ríos aunque no se reportaron daños de significación en áreas adyacentes. En alta mar, las intensas ráfagas de viento generaron oleaje grueso que afectó brevemente las operaciones marítimas y las viviendas junto a la costa. Al Este de Santo Domingo, dos hombres murieron ahogados al caer en un río crecido, y un tercero murió debido a las inundaciones, según reportes de prensa.
Debido a su súbita disipación, Haití de vio librado de los efectos más adversos de Emily, contrariamente a lo anticipado. Al menos unas 235 personas fueron evacuadas en Jacmel y Tabarre en el momento más intenso de la tormenta, así como unos 65 convictos en Gonaïves y Miragoâne. En el departamento de Artibonito, los equipos de protección civil evacuaron a unas 300 casas en toda la región. La caída de lluvia generó inundaciones que dañaron unos 300 hogares en todo el país y varios centros para el tratamiento del cólera fueron destruidos. Debido al riesgo de nuevos brotes de la epidemia, se distribuyeron esterilizadores especiales para la purificación de agua contaminada.
Las aguas de inundación amenazaron al menos unos 50 hogares en L'Estère, donde más de una docena de casas ya se habían evacuado en las áreas cercanas. También se registraron daños considerables en la península austral del país, donde varias casas se vieron inundadas. Cerca de Les Cayes, se recuperó el cuerpo de una persona en un barranco, aunque las causas de su muerte están en discusión mientras que otra persona sufrió lesiones luego de ser alcanzada por un árbol caído. Además, los vientos causaron daños en Léogâne y Jacmel.